# Aat van Rhijn
Arie Adriaan (Aat) van Rhijn (Groningen, 23 oktober 1892 – 's-Gravenhage, 11 februari 1986) was een Nederlands politicus.

## Levensloop
Van Rhijn was een protestants-christelijke jurist en econoom uit een professorenfamilie met veel sociale belangstelling. Hij begon zijn loopbaan bij een werkgeversorganisatie en werd departementaal topambtenaar. Twee dagen voor de oorlog uitbrak werd hij als CHU'er minister van Landbouw en Visserij in het kabinet-De Geer II. Hij functioneerde later in Londen vrijwel in zijn eentje als Buitengewone Algemene Rekenkamer. Ook kreeg hij van het kabinet-Gerbrandy opdracht om de sociale plannen van de Britse minister Beveridge te bestuderen, en aan de hand daarvan een plan te schrijven voor een sociaal stelsel in het naoorlogse Nederland. Zijn stelling ‘De gemeenschap georganiseerd in de staat is aansprakelijk voor de sociale zekerheid en de vrijwaring tegen gebrek van al haar leden, op voorwaarde dat al haar leden zelf het redelijke doen om zich die sociale zekerheid en vrijwaring tegen gebrek te verschaffen.’ wordt nog steeds beschouwd als de grondslag van het hele stelsel.
Na de oorlog was hij actief propagandist van de doorbraak naar de PvdA. Hij ondertekende in december 1945 met 48 partijgenoten een verklaring tegen samenwerking tussen CHU en ARP (het zogenaamde Comité van 49). Hij verliet de CHU in april 1946 en werd lid van de PvdA. In 1950 werd hij staatssecretaris van Sociale Zaken (vanaf 1956 ook Volksgezondheid). Na de val van het kabinet-Drees III in 1958 werd hij lid van de Raad van State.
- Biografisch Portaal: 18233009
- Digitale Bibliotheek voor de Nederlandse Letteren: rhij009
- Gemeinsame Normdatei: 1028092555
- International Standard Name Identifier: 0000 0000 5388 7953
- Library of Congress Control Number: no2005009439
- Nederlandse Thesaurus van Auteursnamen: 068716176
- Parlement.com: vg09ll5ssays
- Système universitaire de documentation: 164832866
- Virtual International Authority File: 48953613
- WorldCat: E39PBJgmMJWY78qJyhxRj6B9Dq